# Малая Шердына
Малая Шердына, Малая Шердина — река, протекающая по территории Вуктыльского округа в Республике Коми. Устье реки находится в 1200 км по левому берегу реки Печора. Длина реки составляет 10 км, площадь водосборного бассейна 32 км².
Исток реки находится в 8 км к юго-западу от села Шердино и в 65 км к юго-западу от города Вуктыл. Река течёт на северо-восток, всё течение проходит по ненаселённому частично заболоченному лесному массиву. Впадает в Печору двумя километрами ниже села Шердино.

## Данные водного реестра
По данным государственного водного реестра России относится к Двинско-Печорскому бассейновому округу, водохозяйственный участок реки — Печора от водомерного поста у посёлка Шердино до впадения реки Уса, речной подбассейн реки — бассейны притоков Печоры до впадения Усы. Речной бассейн реки — Печора.
Код объекта в государственном водном реестре — 03050100212103000060763.